# Веремейчик Володимир Михайлович
Володимир Михайлович Веремейчик (нар. 1 листопада 1937, село Петрицьке, Брагінський район, Гомельська область) — білоруський поет.

## Біографія
Народився в сім'ї вчителів. У 1955 р. закінчив Речицьке педагогічне училище. Рік працював старшим піонервожатим Михалковської середньої школи Мозирського району. Служив в Радянській Армії (1956-1959). Після демобілізації вступив на філологічний факультет Білоруського державного університету (закінчив у 1964 році). Працював завучем, директором Ведрицької восьмирічної школи Речицького району, після реорганізації цієї школи в середню (1966) — її директор. 
Нагороджений орденом Трудового Червоного Прапора.
Перший вірш надрукував у 1955 р. (Речицька районна газета). Автор збірок віршів «Прип'ять» (1973), «Ясність» (1978), «Люблю!» (1981), «Клянуся Прип'яттю» (1988), книги публіцистики «Горизонти сільських педагогів: Записки директора школи» (1984).